# Guillermo del Riego
Guillermo del Riego (n. 11 septembrie 1958, Benavides⁠(d), Castilia și León, Spania) este un canoist ce a reprezentat Spania, medaliat olimpic. A participat la 3 ediții ale Jocurilor Olimpice (1976, 1980, 1984) în care a câștigat o medalie de argint.